# Kiuas
Kiuas – powermetalowy zespół z Espoo w Finlandii. Ich muzyka czerpie z różnych gatunków, z których najwyraźniejsze są wpływy power metalu, folk metalu oraz tzw. gatunków ekstremalnych – death metalu oraz black metalu.

## Etymologia
Słowo kiuas w jęz. fińskim oznacza "palenisko w saunie", jednakże nazwa zespołu wywodzi się od hiidenkiuas, dosłownie oznaczającego "kopiec składający się ze stosu kamieni".

## Historia
Przed sformowaniem zespołu, trzech muzyków (Markku Näreneva, Teemu Tuominen i Ilja Jalkanen) udzielało się w grupie Iconofear, grającej dark heavy metal. Kiuas powstał w 2000 roku. W 2002 własnymi środkami muzycy wydali demo zatytułowane "The Discipline of Steel", którego muzyka była głęboko zatopiona w mistycyzmie kultury fińskiej, zaś teksty podkreślały wpływ stali na kształtowanie tejże.
W 2003 roku zespół wydał kolejne demo, "Born Under the Northern Lights", co prędko przysporzyło mu ofert z wytwórni płytowych; ostatecznie podpisali kontrakt z wytwórnią Rage of Achilles.
W 2004 roku pojawiło się pierwsze wydawnictwo poparte środkami wytwórni. Mini EP "Winter in June" zebrało przychylne noty w Finlandii i ustanowiło pozycję zespołu w społeczności muzycznej, głównie za sprawą udanego łączenia różnych gatunków metalu.
Później tego samego roku Rage of Achilles ogłosił bankructwo wywołane niemożnością wspierania zbyt dużej ilości podpisanych kontraktów. Kiuas oraz inne zespoły współpracujące z wytwórnią (m.in. Amoral, Elenium, Omnium Gatherum oraz Manitou) zostały pozbawione zaplecza finansowego. Szczęśliwie parę miesięcy później Kiuas podpisał kontrakt ze Spinefarm Records.
W 2005 roku zespół nagrał i wydał pierwszy pełny album zatytułowany "The Spirit of Ukko", opierający się na fińskiej mitologii (skąd w tytule pojawia się bóg Ukko). W maju następnego roku ukazał się kolejny album "Reformation".
Kolejna płyta "The New Dark Age" ukazała się 12 marca 2008 roku. 
27 października 2010 roku Ilja Jalkanen odszedł z zespołu. "Moje serce nie leży już w heavy metalu, a wielki zespół jak Kiuas zasługuje na wokalistę całkowicie oddanego tej muzyce", stwierdził Ilja.
16 stycznia 2011 zastępczy wokalista, Asim Searah, został przedstawiony jako nowy frontman Kiuasa.
11 września 2012 roku zespół postanowił zwolnić Searaha, informując o tym przez facebooka.
29 sierpnia 2013 roku zespół poinformował o rozwiązaniu. 18 października w helsińskim klubie „ Nosturi” odbył się pożegnalny koncert.

## Dyskografia
| 2005                           | The Spirit of Ukko - Data: 4 maja 2005 - Wydawca: Spinefarm Records | —  |
| 2006                           | Reformation - Data: 24 maja 2006 - Wydawca: Spinefarm Records       | 21 |
| 2008                           | The New Dark Age - Data: 12 marca 2008 - Wydawca: Spinefarm Records | 10 |
| 2010                           | Lustdriven - Data: 31 marca 2010 - Wydawca: Spinefarm Records       | 8  |
| "—" pozycja nie była notowana. |                                                                     |    |

| Rok  | Tytuł                                                                        |
| ---- | ---------------------------------------------------------------------------- |
| 2004 | Winter in June (EP) - Data: 29 marca 2004 - Wydawca: Rage of Achilles        |
| 2008 | Kiuas War Anthems (EP) - Data: 28 września 2008 - Wydawca: Spinefarm Records |
| 2009 | Sailing Ships (EP) - Data: 27 kwietnia 2009 - Wydawca: Spinefarm Records     |

## Muzycy
| Ostatni skład zespołu - Teemu Tuominen - gitara basowa (2000-2013) - Mikko Salovaara - gitara, śpiew (2000-2013) - Rainer Tuomikanto - perkusja (2011-2013) - Jari Pailamo - keyboard (2011-2013) |  | Byli członkowie zespołu - Markku Näreneva - perkusja (2000-2011) - Atte Tanskanen - keyboard (2000-2011) - Ilja Jalkanen - śpiew (2000-2010) - Asim Searah - śpiew, gitara (2010-2012) |

Oś czasu

## Inne linki
- Strona oficjalna